# إيفان ديفيز (سياسي)
إيفان ديفيز (بالإنجليزية: Evan Davies)‏ هو سياسي أسترالي، ولد في 25 يونيو 1889، وتوفي في 11 فبراير 1948. حزبياً، نشط في حزب العمال الأسترالي. وقد انتخب عضو الجمعية التشريعية نيو ساوث ويلز.